# Cephalopholis fulva
Cephalopholis fulva là một loài cá biển thuộc chi Cephalopholis trong họ Cá mú. Loài này được mô tả lần đầu tiên vào năm 1758.

## Từ nguyên
Tính từ định danh trong tiếng Latinh có nghĩa là "có màu vàng nâu", hàm ý đề cập đến màu nâu cam hoặc màu vàng, hai kiểu màu chính của loài cá này tùy theo độ sâu mà chúng sống.

## Phạm vi phân bố và môi trường sống
Từ bang South Carolina (Hoa Kỳ) cũng như Bermuda ngoài khơi xa, C. fulva được phân bố dọc theo bờ đông Hoa Kỳ đến khắp vùng vịnh México và biển Caribe, dọc theo bờ biển Nam Mỹ (trừ khu vực cửa sông Amazon) trải dài đến Brasil và Uruguay, bao gồm quần đảo Fernando de Noronha, São Pedro và São Paulo, Trindade và Martin Vaz ở ngoài khơi.
C. fulva ưa sống trên các rạn san hô ở vùng nước trong, độ sâu ít nhất là 70 m.

## Mô tả

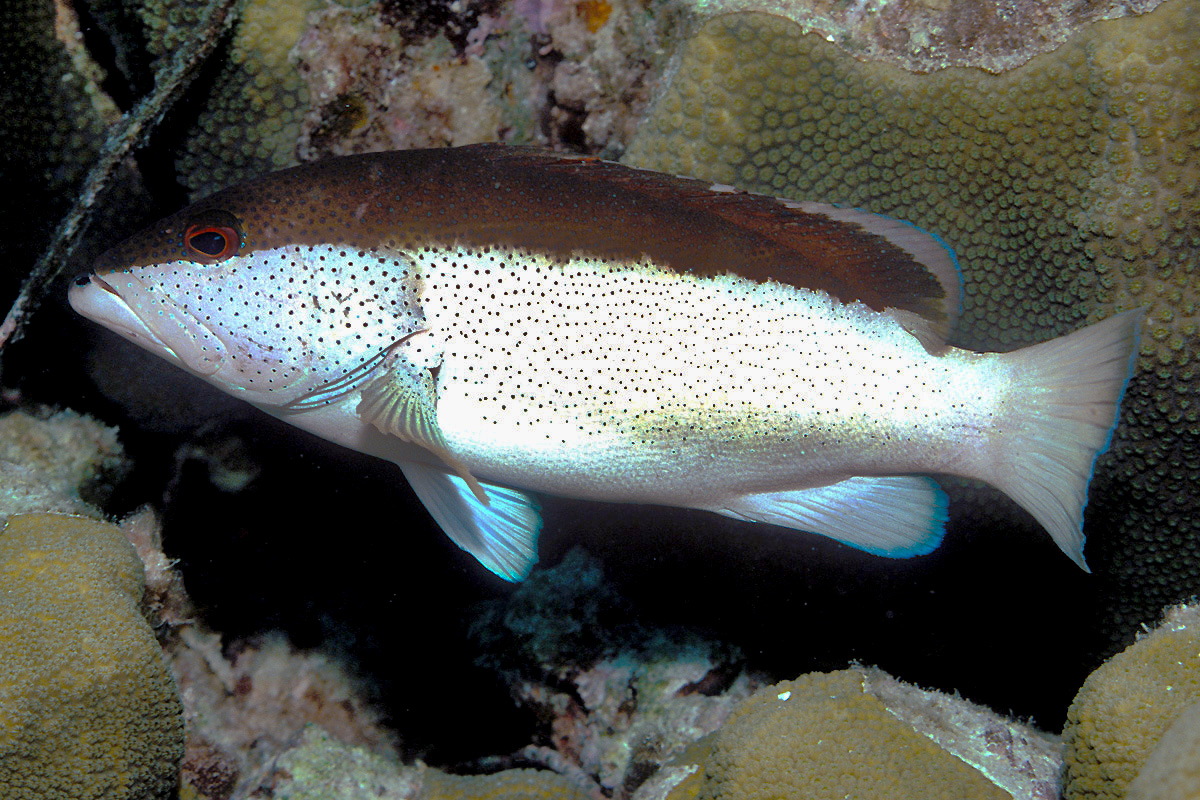
Kiểu hình hai màu sẫm-trắng

Chiều dài cơ thể lớn nhất được ghi nhận ở C. fulva là 44 cm.
Có 4 kiểu hình được được ghi nhận ở C. fulva, gồm màu đỏ hoàn toàn đối với những cá thể ở vùng nước sâu; màu nâu cam và hai sắc (nửa thân trên từ mõm ngược ra cuối vây lưng sẫm đỏ nâu, nửa dưới màu trắng) ở vùng nước cạn; màu vàng tươi được nhìn thấy ở cả hai môi trường; vào ban đêm, C. fulva chuyển sang màu trắng với các vệt sọc dọc. Tất cả kiểu hình kể trên đều được phủ đầy các chấm nhỏ màu xanh óng, nhưng các chấm này ở kiểu màu vàng chỉ tập trung chủ yếu ở phần đầu và thân trước. Ngoài ra còn có 2 đốm đen trên chóp cuống đuôi và 2 đốm tương tự ở hàm dưới.
Cá con có thể mang kiểu hình hai sắc hoặc vàng hoàn toàn với một đốm trắng ở giữa lưng và 2 đốm trắng khác ở trên cuống đuôi. Cá đực thời điểm sinh sản có một dải sọc nâu sẫm từ sau gốc vây ngực kéo dài đến vây đuôi, viền vây lưng mềm màu đen và một đốm trắng ngay giữa gốc vây đuôi.
Ở Brasil, một vài cá thể C. fulva được ghi nhận là có kiểu hình bất thường, được gọi là kiểu hình hắc tố. Vùng màu tối có thể xuất hiện ở thân sau hoặc quanh phần đầu.
Số gai ở vây lưng: 9; Số tia vây ở vây lưng: 14–16; Số gai ở vây hậu môn: 3; Số tia vây ở vây hậu môn: 9; Số tia vây ở vây ngực: 17–19; Số vảy đường bên: 46–54.

## Sinh học
Thức ăn của C. fulva là những loài cá nhỏ hơn và động vật giáp xác. C. fulva có thể bơi theo cá lịch và cá chình rắn đang săn mồi để bắt những sinh vật thoát khỏi nơi ẩn náu.
Tuổi thọ lớn nhất được biết đến ở C. fulva là 25 năm tuổi. Là loài lưỡng tính tiền nữ, C. fulva cái thuần thục sinh dục khi đạt đến chiều dài cơ thể khoảng 16 cm và bắt đầu chuyển đổi giới tính khi dài 20 cm.
Nhiều cá thể là con lai giữa C. fulva và Paranthias furcifer đã được ghi nhận ở ngoài khơi Bermuda. Sự tạp giao giữa hai loài đã được chứng minh dựa vào đặc điểm hình thái và phân tử.

## Thương mại
C. fulva được đánh bắt trong ngành thương mại thủy sản và được bán trong các chợ cá. Từ khoảng năm 1996 đến 2008, loài này ở Brasil đã được xuất khẩu trên thị trường quốc tế, và cá con còn xuất hiện trong ngành thương mại cá cảnh.